# ゲームのるつぼ
ゲームのるつぼ有限会社は、日本のゲームソフト開発会社。本社所在地は、会社設立時は大阪府、2020年現在は東京都品川区。

## 会社概要
1994年に橋本雅俊が移植職人の集団「るつぼチーム」を法人化するために設立。法人設立前の「るつぼチーム」のメンバーは橋本雅俊、向頭真一郎、松島徹、前田武志、naz、Cφ、K.Hayashi、Yamamoto.K、謎のM（順不同）である。松島徹は中学生時代に『ゼビウス』や『スペースハリアー』をPC-6001シリーズに移植するなど伝説的な移植職人とされた。
セガ・エンタープライゼス専属の開発部隊としてスタートし、1990年代から2000年代にかけては数々のアーケードゲームソフトをX68000などのパソコンや家庭用ゲーム機に移植した。
後にセガから独立し、現在はゲーム用ネットワークシステムやサーバシステム等の開発も行なっている。あくまで下請けであるため、契約上の問題から関わった作品の名前を公表できないことも多い。
近年では『機動戦士ガンダム 戦場の絆』『ドラゴンクロニクルオンライン 天空大決戦』などに関わったことが自社ウェブサイトで公表されており、また2010年に稼動したアーケードゲーム『エヌアイン完全世界』にるつぼゲームワークスの名称で開発に携わったことが確認されている。
なお、有限会社ゴッチテクノロジーは橋本雅俊ら創立メンバーの一部がスピンアウトして設立された会社。

## 開発作品
X68000
- ビデオゲームアンソロジーシリーズ
  - Vol.1 テラクレスタ / ムーンクレスタ（日本物産）
  - Vol.2 チェルノブ ～戦う人間発電所～（データイースト）
  - Vol.3 スターフォース（テーカン）
  - Vol.4 リブルラブル（ナムコ）
  - Vol.5 クレイジークライマー/クレイジークライマー2（日本物産）
  - Vol.6 ぶたさん（ジャレコ）
  - Vol.7 ドラゴンバスター（ナムコ）
  - Vol.8 エキサイティングアワー / 出世大相撲（テクノスジャパン）
  - Vol.9 アルゴスの戦士（テクモ）
  - Vol.10 Mr.Do! / Mr.Do! v.s UNICORNS（ユニバーサル）

スーパー32X
- スペースハリアー
- アフターバーナーコンプリート

セガサターン
- X-MEN Children of The Atom
- ザ・キング・オブ・ファイターズ'95
- スペースハリアー
- アフターバーナーII
- アウトラン
- SEGA AGES Volume 1（スペースハリアー、アフターバーナーII、アウトランの3本パック）
- ファンタジーゾーン
- ファイターズヒストリーダイナマイト
- X-MEN VS. STREET FIGHTER

ドリームキャスト
- ストリートファイターIII W IMPACT
- スペースハリアー（シェンムー内ミニゲーム）
- アフターバーナー（シェンムー内ミニゲーム）
- アウトラン（シェンムー内ミニゲーム）
- パワードリフト（鈴木裕ゲームワークスVol.1付録GD-ROMに収録）
- ティンクルスタースプライツ

アーケード
- 機動戦士ガンダム 戦場の絆
- ドラゴンクロニクルオンライン 天空大決戦
- エヌアイン完全世界

PS Vita
- 特攻空母ベルーガ